# Шевченківський гай
Музей народної архітектури та побуту імені Климентія Шептицького (інша назва — Львівський скансен, Шевче́нківський гай) — скансен, музей просто неба у Львові.

## Розташування
Музей народної архітектури і побуту імені Климентія Шептицького розташований на лісистих горбах Львівського плато (частина Подільської височини), у північно-східній частині міста, в історичній місцевості яка мала у різні часи назви - Альнпеківський лісок (XVII ст.), Лоншанівка (XVIII ст.) та Кайзервальд, на території ландшафтного парку «Знесіння». Неподалік (на захід) розташований парк «Високий Замок».
Музей вдало об'єднує горбистий ландшафт, відновлену рослинність Карпат і дбайливо перенесені історичні споруди з різних регіонів Західної України. Територія парку — близько 84 гектарів.

## Історія

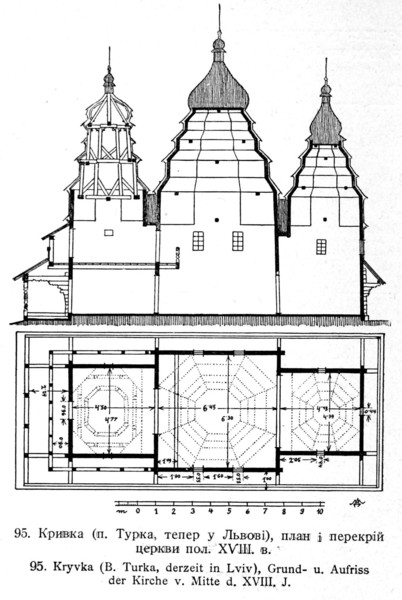
План і перекрій церкви св. Миколая із с. Кривка. М. Драган

Навесні 1966 року при Музеї етнографії та художнього промислу був створений відділ народного будівництва, в якому розпочали роботу зі створення музею просто неба. У 1971 році відділ народного будівництва був реформований у Музей народної архітектури та побуту та був відкритий для огляду відвідувачів у 1972 році. Ідея створення цього музею належить відомому українському вченому Іларіону Свєнціцькому, який ще наприкінці 20-х років XX століття започаткував роботу зі створення музею просто неба, подібний до скансену в Стокгольмі.
Коли у 1920-х роках громада села Кривка після побудови нової церкви вирішила розібрати стару (1761 рік) дерев'яну церкву святого Миколая з трьома стрункими мальовничими вежами, український мистецтвознавець та дослідник стародавнього українського мистецтва Михайло Драган, з допомогою місцевого пароха о. Маркелія Куновського, зумів переконати селян у тому, щоб вони стрималися із її розбиранням. Завдяки наступним клопотанням митрополита Андрея Шептицького та його брата блаженного Климентія Шептицького у 1930 році церкву під наглядом та керівництвом М. Драгана розібрали, перевезли й зібрали у Львові, як церкву для потреб монастиря оо. студитів, де вона стала першим експонатом майбутнього музею.
|  | Складно сказати, яка б доля чекала цей шедевр дерев’яного зодчества, яким є невеличка бойківська церква зі села Кривка, що на Турківщині та яка сьогодні є окрасою Музею народної архітектури та побуту у Львові, якби не те, що на той час парохом у цьому селі був о. Маркелій Куновський. Згідно з одними джерелами, ця церква, посвячена отцю Миколаю, була збудована 1761 року, а, згідно з іншими — 1763-го. Вона довго задовольняла потреби мешканців села, кількість яких ніколи не перевищувала 400 осіб, а в 1920-х роках зросла майже вдвічі, а тому громада села вирішила розібрати стару церкву і на її місці поставити нову. (...) Стару церкву очікувала доля багатьох дерев’яних церков: її або могли продати в якесь інше бідніше село, або просто використати дерево на опалення. (...) Під час дискусії з громадою щодо майбутнього старої церкви отець Маркелій Куновський звернувся до відомого мистецтвознавця Михайла Драгана, який попросив допомоги Митрополита Андрея Шептицького і переконав його, що варто викупити в села цю церкву і перевезти її до Львова. Під керівництвом М. Драгана стару церкву розібрали й перевезли до Львова, у теперішній Шевченківський гай, започаткувавши у такий спосіб Музей народної архітектури й побуту просто неба. Церкву перевезли возами з Кривки і змонтували на новому місці 1930 року. |

У 1966 році за ініціативи працівників Музею етнографії та художнього промислу розпочалися певні роботи, зокрема, був створений відділ народного будівництва, який у 1971 році реорганізований у Музей народної архітектури і побуту. З  1975 р. у Музеї протягом року працював Петро Харитонович Пироженко. Він був організатором експедицій у пошуках експонатів по Передкарпаттю та Поділлю.
2013 року музей отримав грант ЮНЕСКО розміром 300 000 доларів. У рамках дворічної програми передбачалося проведення семінарів та аналіз попиту, покращення туристичної привабливості, вивчення досвіду інших музеїв. Планувалися також витрати на рекламу та купівлю спеціального обладнання для архітектурного відділу та фондосховища. Були заплановані ремонти майстерні, адміністративного корпусу, фондосховища та хати із села Шандровець. Для працівників мав бути пошитий фірмовий одяг.
1 грудня 2016 року Музею народної архітектури та побуту у Львові присвоєно ім'я блаженного Климентія Шептицького. Відтепер скансен, відомий серед львів'ян як «Шевченківський гай», матиме назву «Музей народної архітектури і побуту імені Климентія Шептицького». До речі, назва музею «Шевченківський гай» ніколи не мала офіційного статусу.
Наприкінці липня 2018 року керівництво музею народної архітектури і побуту у Львові ім. Климентія Шептицького оголосило тендер на будівництво інформаційно-освітнього центру у південній частині музею, на вул. Чернеча Гора — на продовженні головної алеї парку Знесіння та з боку транспортної та пішохідної міських комунікації вул. Ніжинської та Стрілецької. Це повинна бути одноповерхова споруда з вхідним холом, санвузлами та кафе на 80 осіб. На цокольному поверсі передбачено розміщення навчальних приміщень та конференц-залу на 110 осіб, а також адміністративних та господарських приміщень. Будівництво повинні закінчити до кінця 2018 року. Поблизу місця будівництва майбутнього візит-центру у серпні 2017 року почали облаштовувати паркінг на 53 паркомісця.

### Люди причетні до створення музею і його діяльності

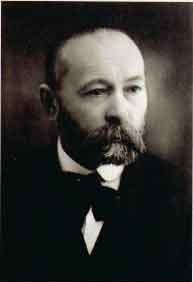
Іларіон Свєнціцький
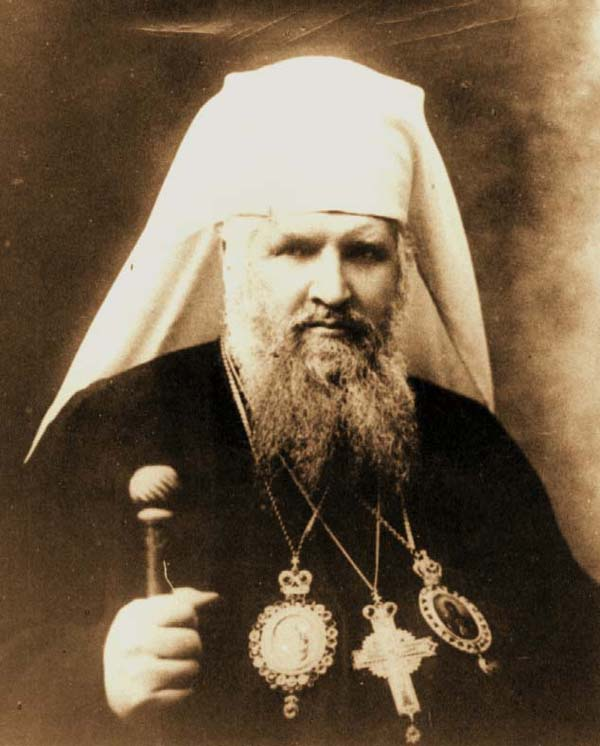
Преподобний Андрей Шептицький
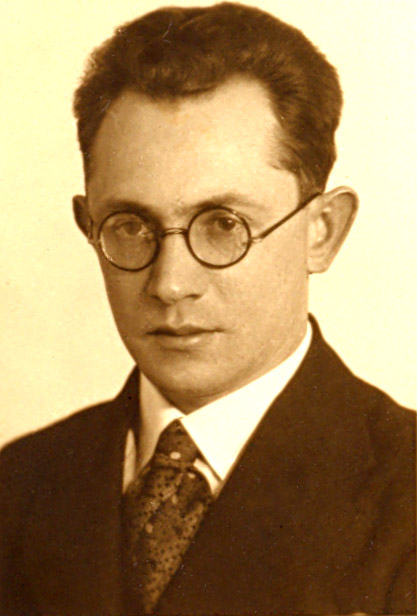
Михайло Драган
Архип Данилюк

## Експозиція музею
Експозиція музею налічує 124 пам'ятки архітектури, котрі об'єднані в 54 садиби. В Музеї функціонують 4 виставкових зали. Два з них мають постійну експозицію. У постійній експозиції та сховищах музею міститься близько 20 тисяч предметів щоденного побуту та ужиткового мистецтва.
Територія музею площею 36 га умовно розділена на шість етнографічних зон. Кожна зона — це міні-село, що складається з 15‒20 пам'яток народної архітектури. У житлових та господарчих приміщеннях розміщено предмети домашнього повсякденного вжитку, сільськогосподарський реманент, транспортні засоби та ремісничий інструмент. Шість таких міні-сіл мають назви: «Бойківщина», «Лемківщина», «Гуцульщина», «Буковина», «Поділля» і «Львівщина», причому останні три мало відвідуються туристами, адже є не вельми інформативними.
З понад 120 пам'яток архітектури із західних областей України 6 — це дерев'яні церкви. Найстаріший експонат — селянська хата 1749 року. Є також кузня, школа, лісопильня, сукновальня, водяний млин та вітряк.

### Бойківщина
Цінними експонатами є сільська садиба з будинком 1812 року і стайнею 1903 року із села Либохора Турківського району, бойківська хата 1909 року з села Тухолька, Сколівського району. В цій частині експозиції є дві церкви.
Шедевр народної архітектури — дерев'яна церква 1763 року з села Кривка Турківського району, пам'ятка національного і європейського значення. Друга — церква з с. Тисовець, Сколівського району (1863 рік).

### Лемківщина
Основним експонатом розділу «Лемківщина» є селянське обійстя з закарпатського села Забрідь — це «довга хата» з супутніми господарськими будівлями: шпихліром з пивницею, курником, секесом та криницею. Сама хата складається з житлового приміщення, сіней, комори, стодоли та клуні.
У 1992 році цей розділ, зусиллями меценатів, поповнився копією лемківської церкви Святих Володимира і Ольги (1831 рік) з с. Котань.

### Гуцульщина
Центральний експонат — гуцульська ґражда з с. Криворівня на Івано-Франківщині.

### Буковина
Серед експонатів, які репрезентують Буковину, є: садиба початку XX століття з с. Бережонка та Церква Святої Трійці (1774), перенесена у 1960-х роках до музею з місцевості Клокучка.

## Світлини

### Сектор «Львівщина»
Римо-католицька каплиця (костелик), збудований у 1936—1937 роках в с. Язлівчик на Бродівщині. Восени 2012 року костел був розібраний групою польських студентів на чолі з професором, завідувачкою кафедри екологічного дизайну Гданської Політехніки Романою Цєльонтковською та перевезений до Львова. Влітку 2013 року, польські реставратори зібрали його на новому місці — у Музеї народної архітектури і побуту імені Климентія Шептицького. На сьогодні ця римо-католицька каплиця, яку ще називають «костеликом», є одним з найяскравіших представників малочисленної нині групи дерев'яних костелів Львівщини першої половини ХХ століття. Він є унікальним зразком застосування стилю модерн до дерев'яної сакральної архітектури і не має аналогів на теренах України.

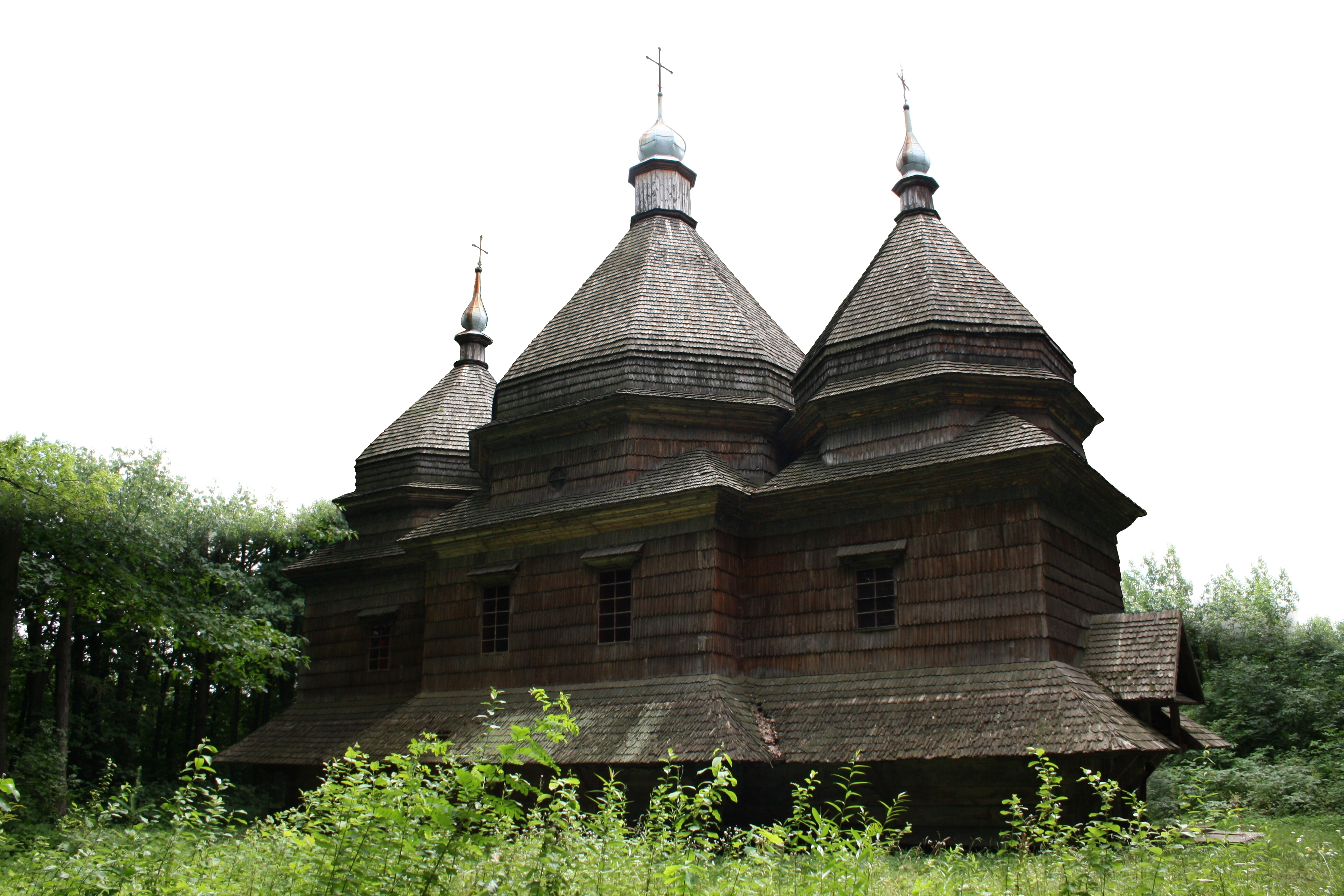
Церква Святої Параскеви (1822,  с. Стоянів)
Дерев’яна римо-католицька каплиця (1937, с. Язлівчик)

### Сектор «Буковина»

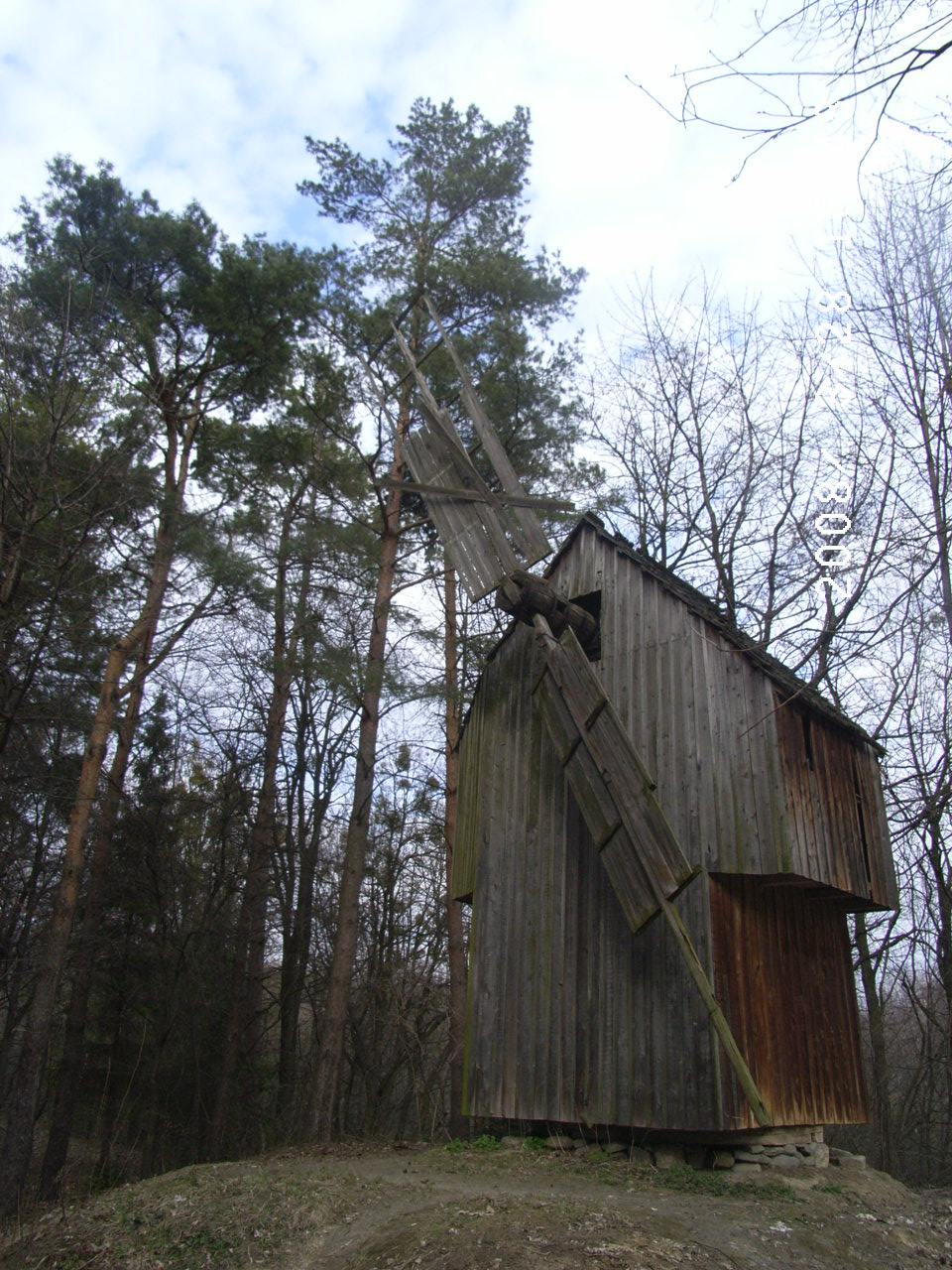
Вітряк (поч. XX ст., с. Ширівці)
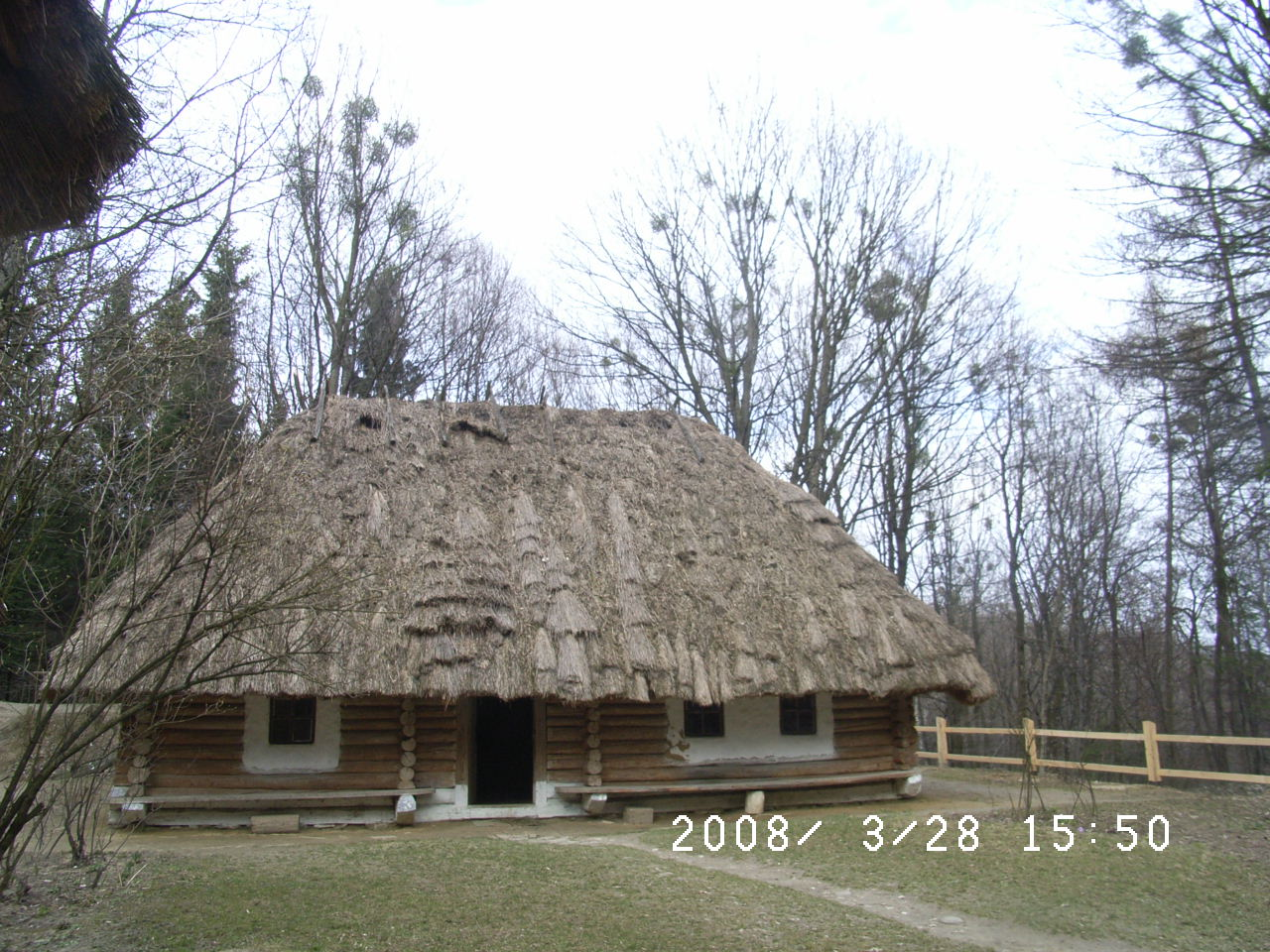
Садиба (поч. XX ст., с. Бережонка)
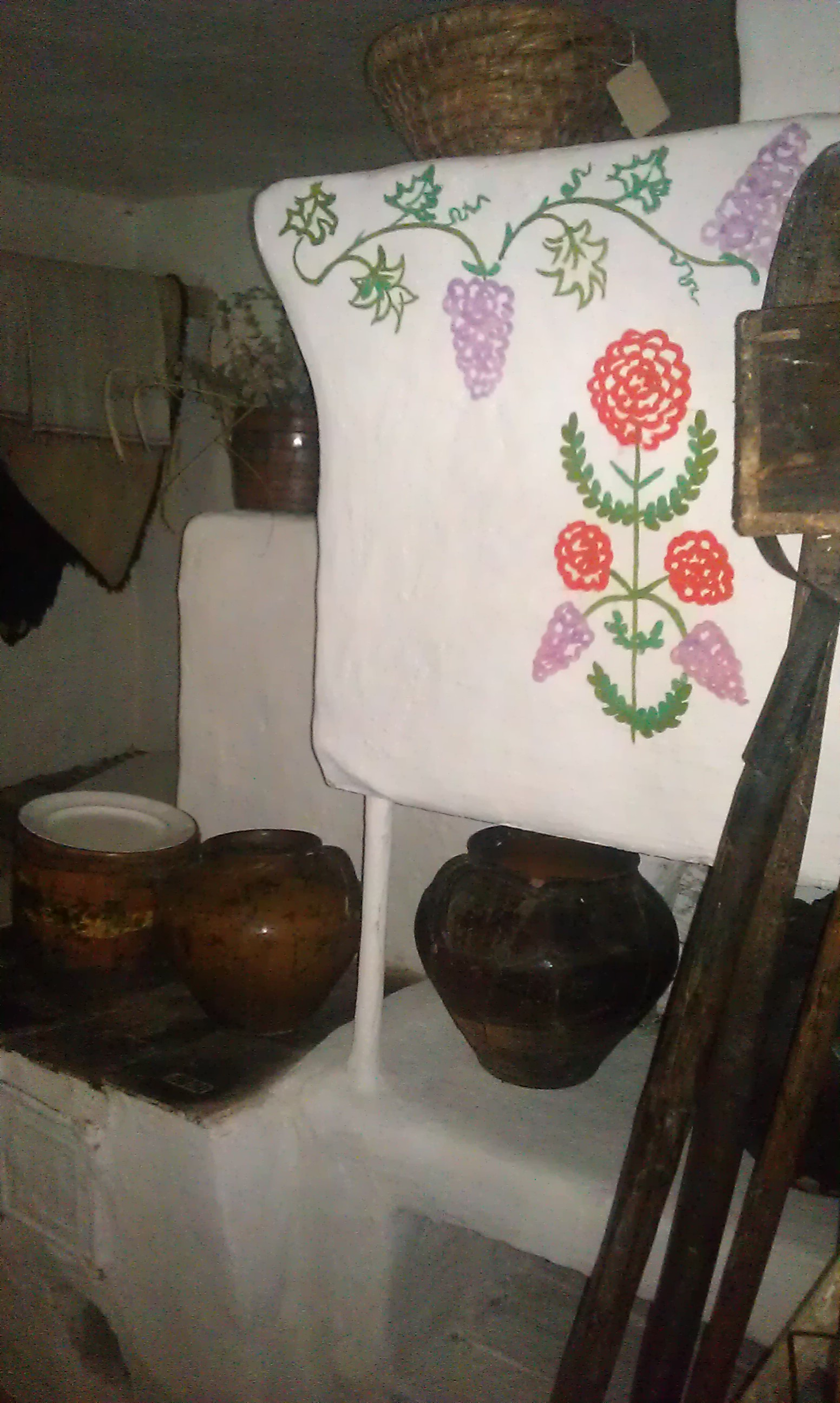
Внутрішній інтер'єр хати (с. Бережонка)
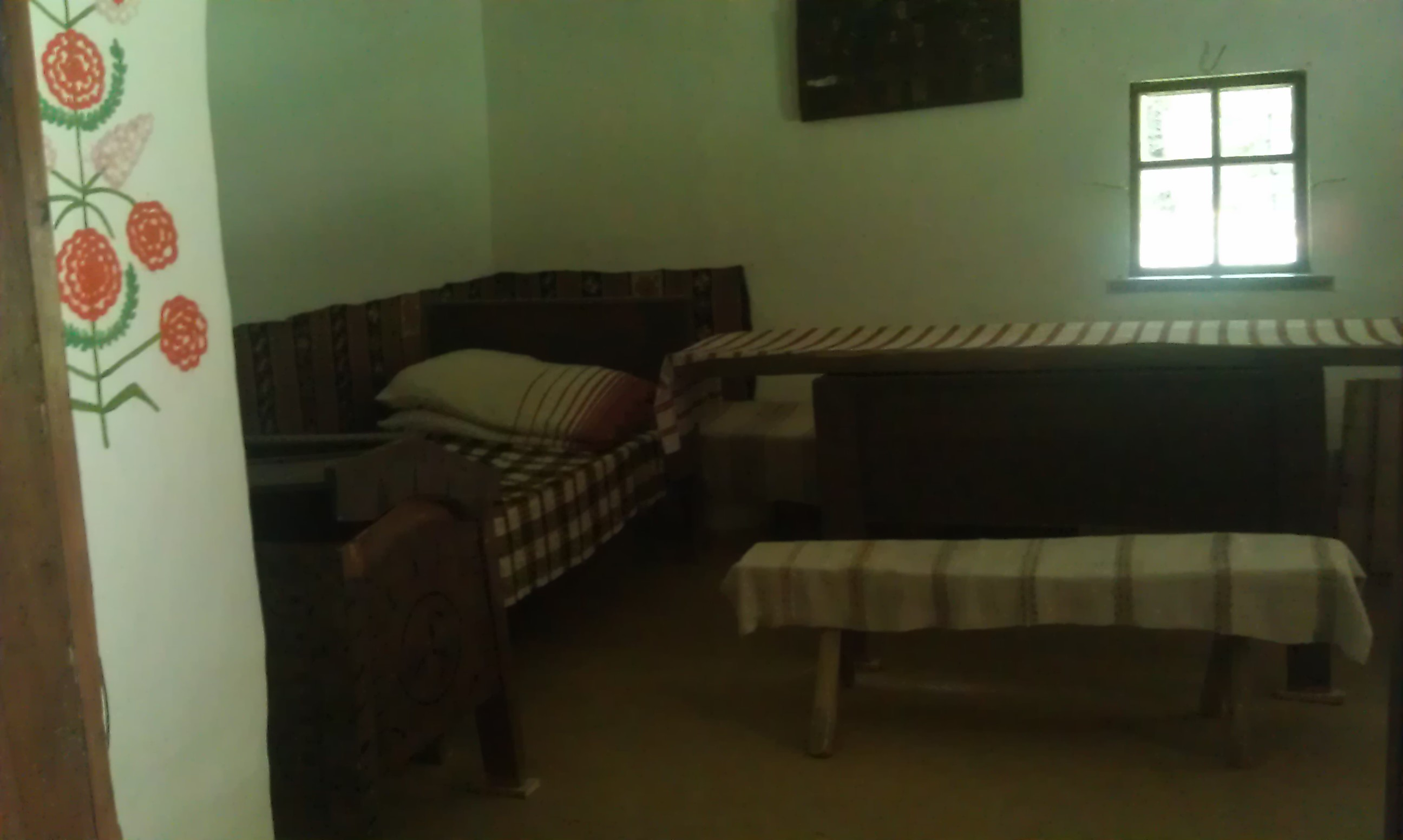
Внутрішній інтер'єр хати (с. Бережонка)

### Сектор «Бойківщина»

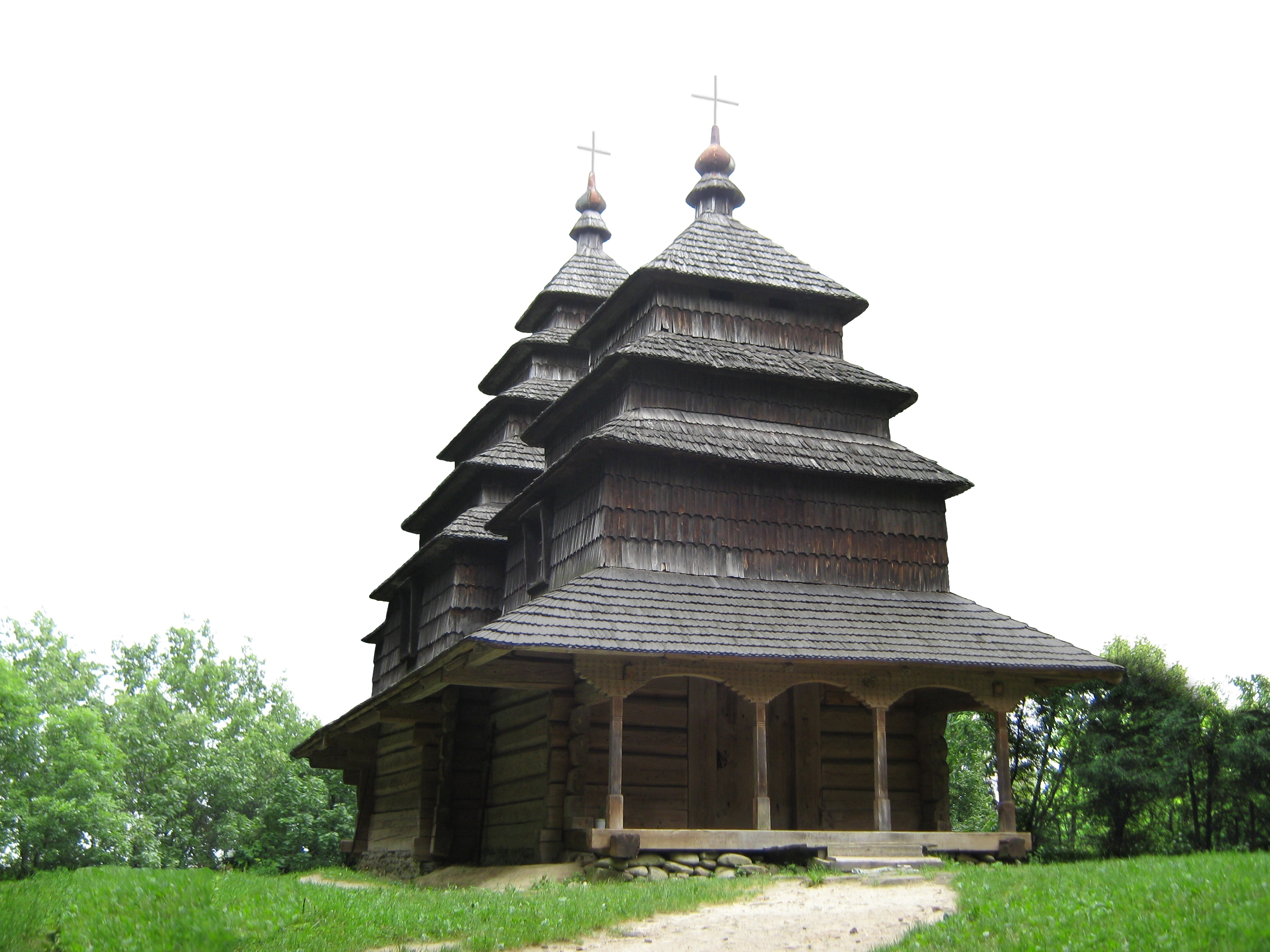
Церква Святого Михайла (1863, с. Тисовець)
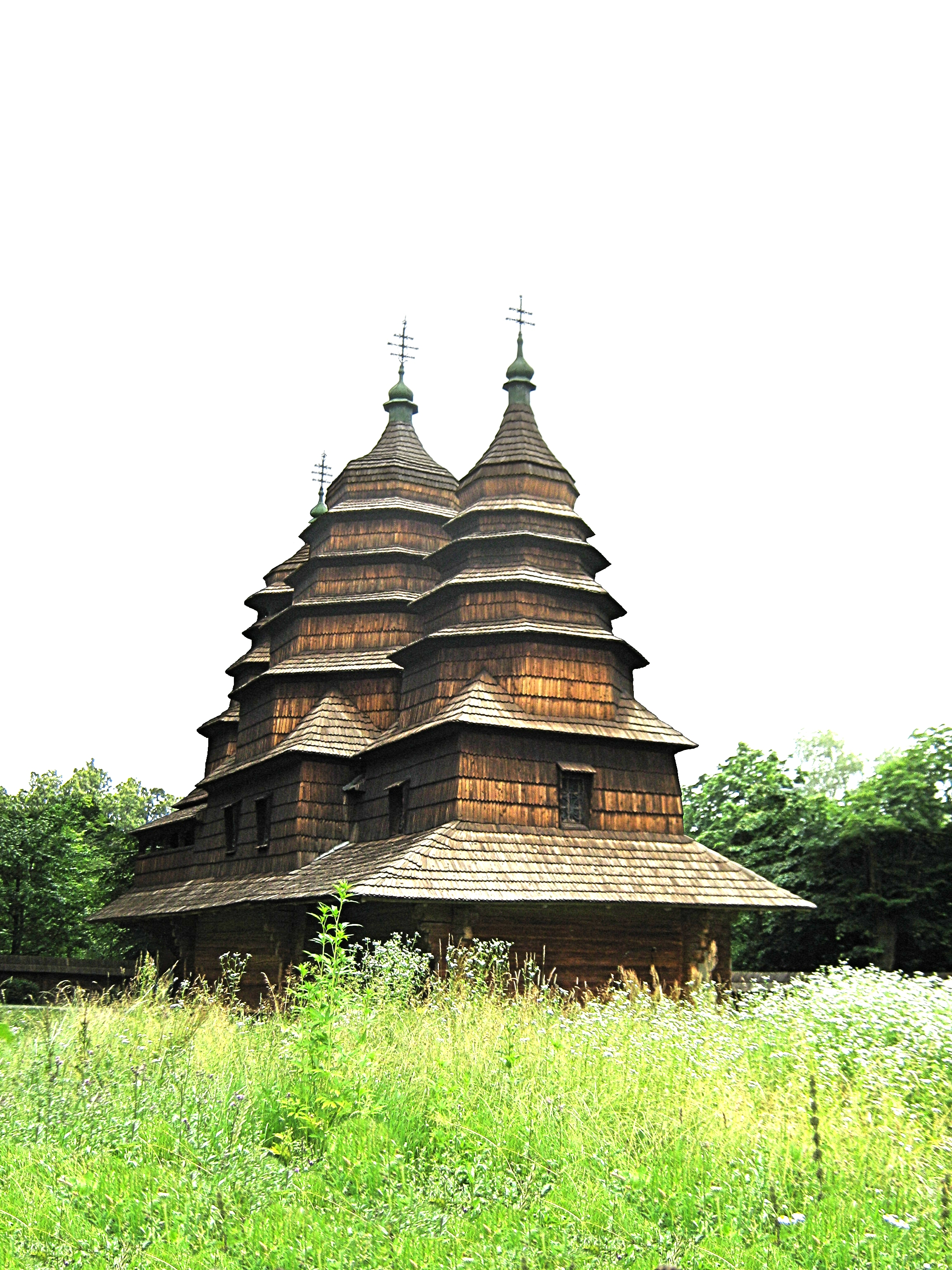
Церква Премудрості Божої (Миколаївська церква) (1763, с. Кривка)
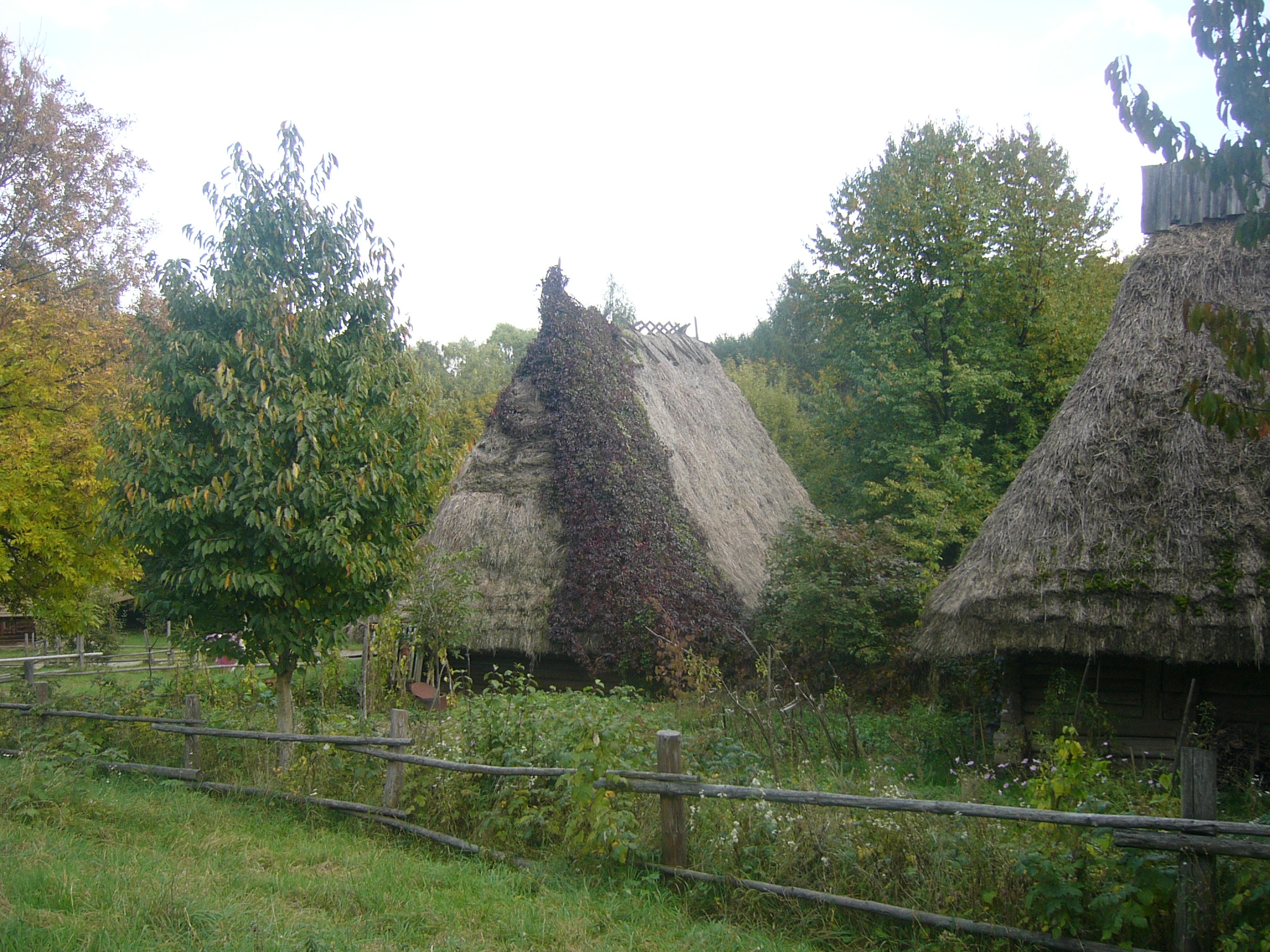
Вигляд на садибу (сер. XIX ст., с. Пилипець)
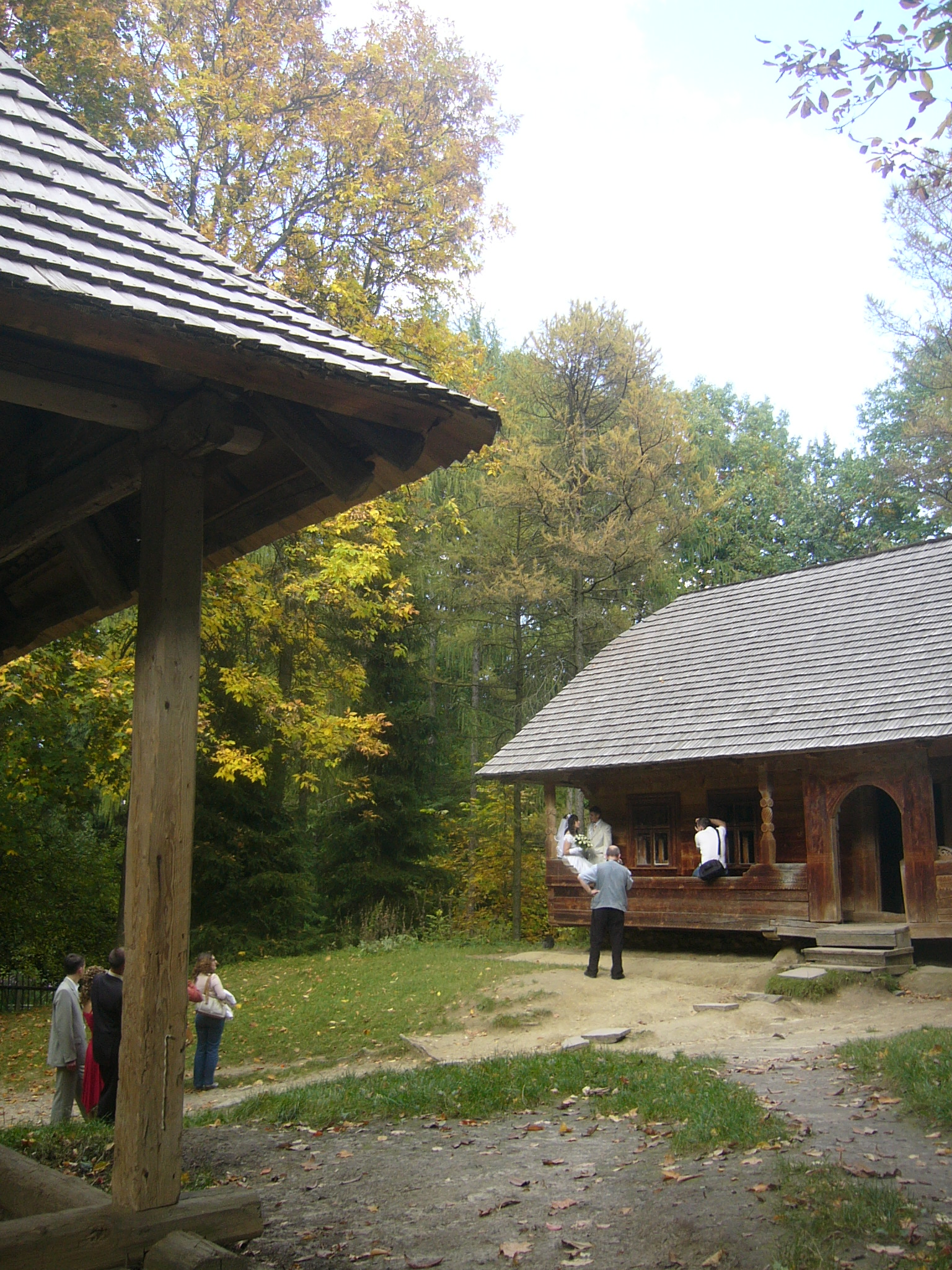
Хата (1912, с. Либохора)
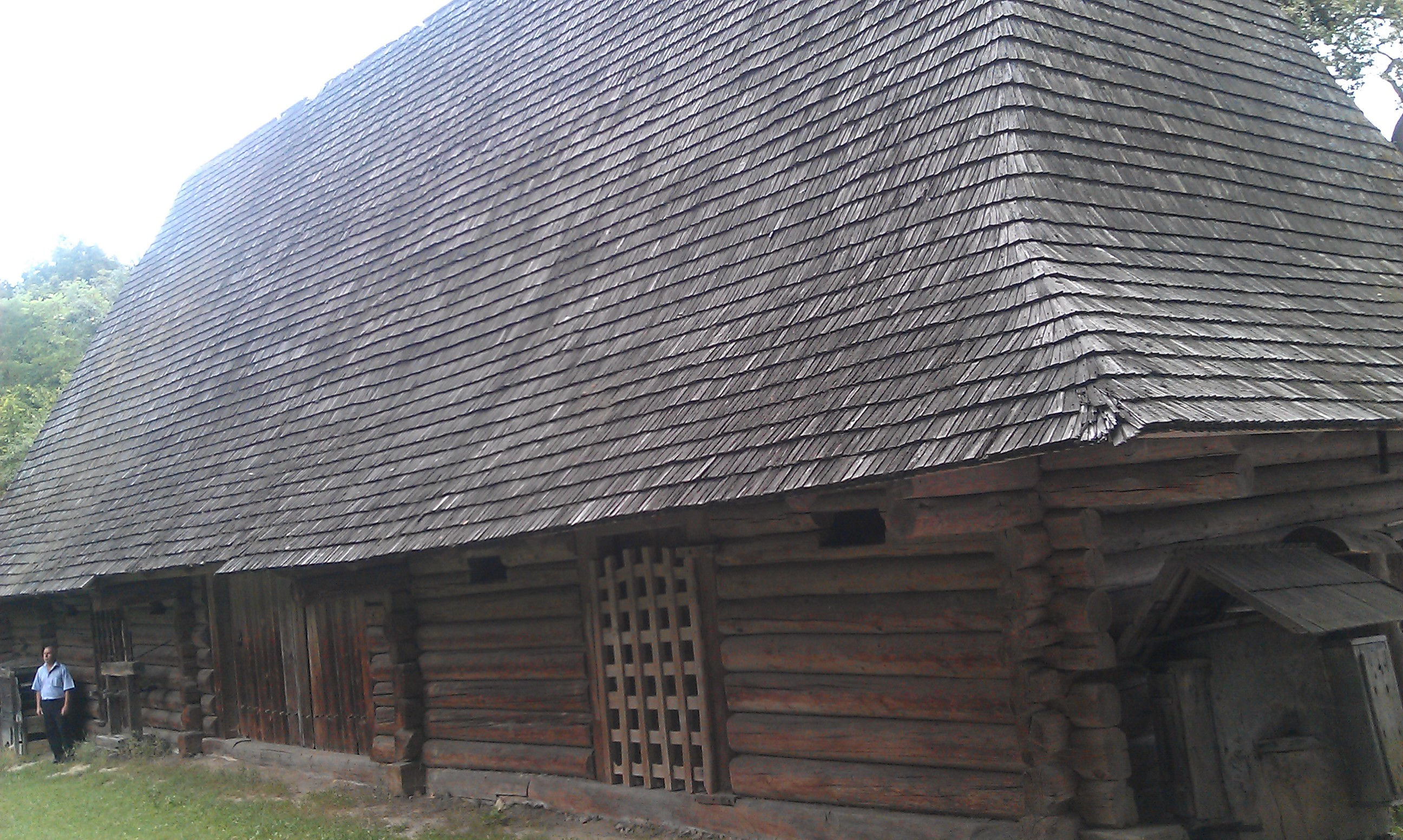
Стайня-стодола (с. Либохора)
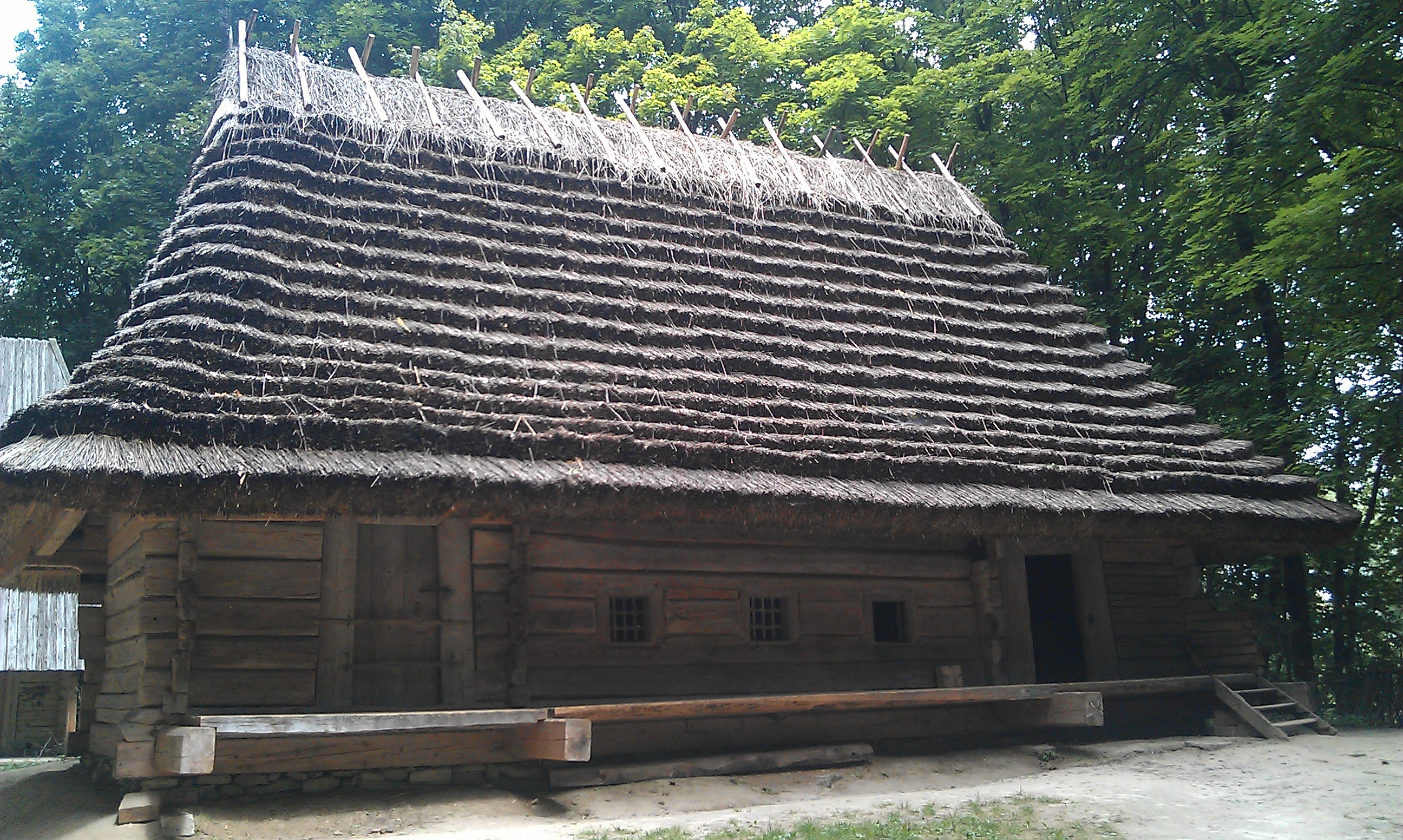
Хата (с. Либохора)
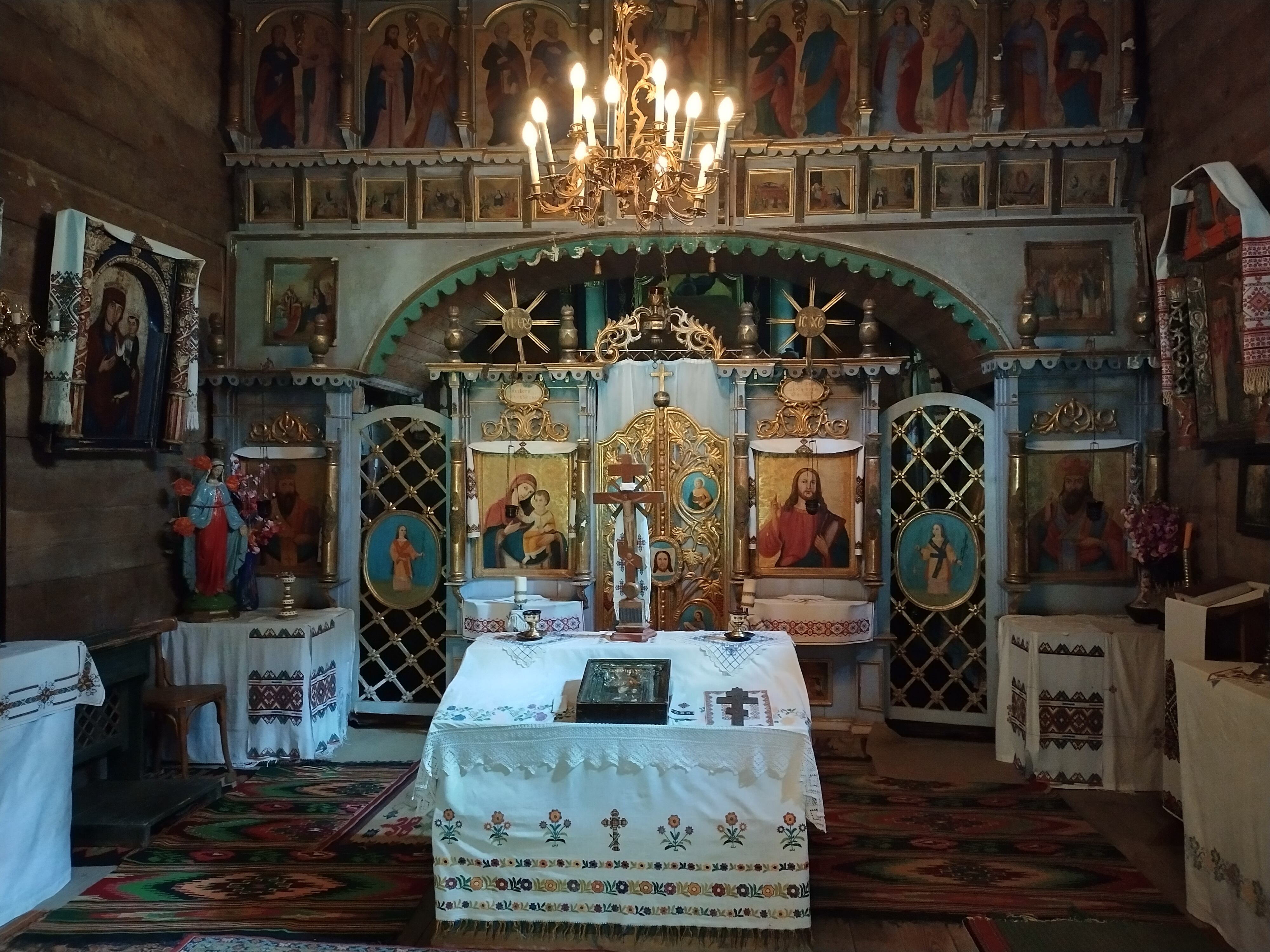
Головний вівтар церкви Святого Михайла
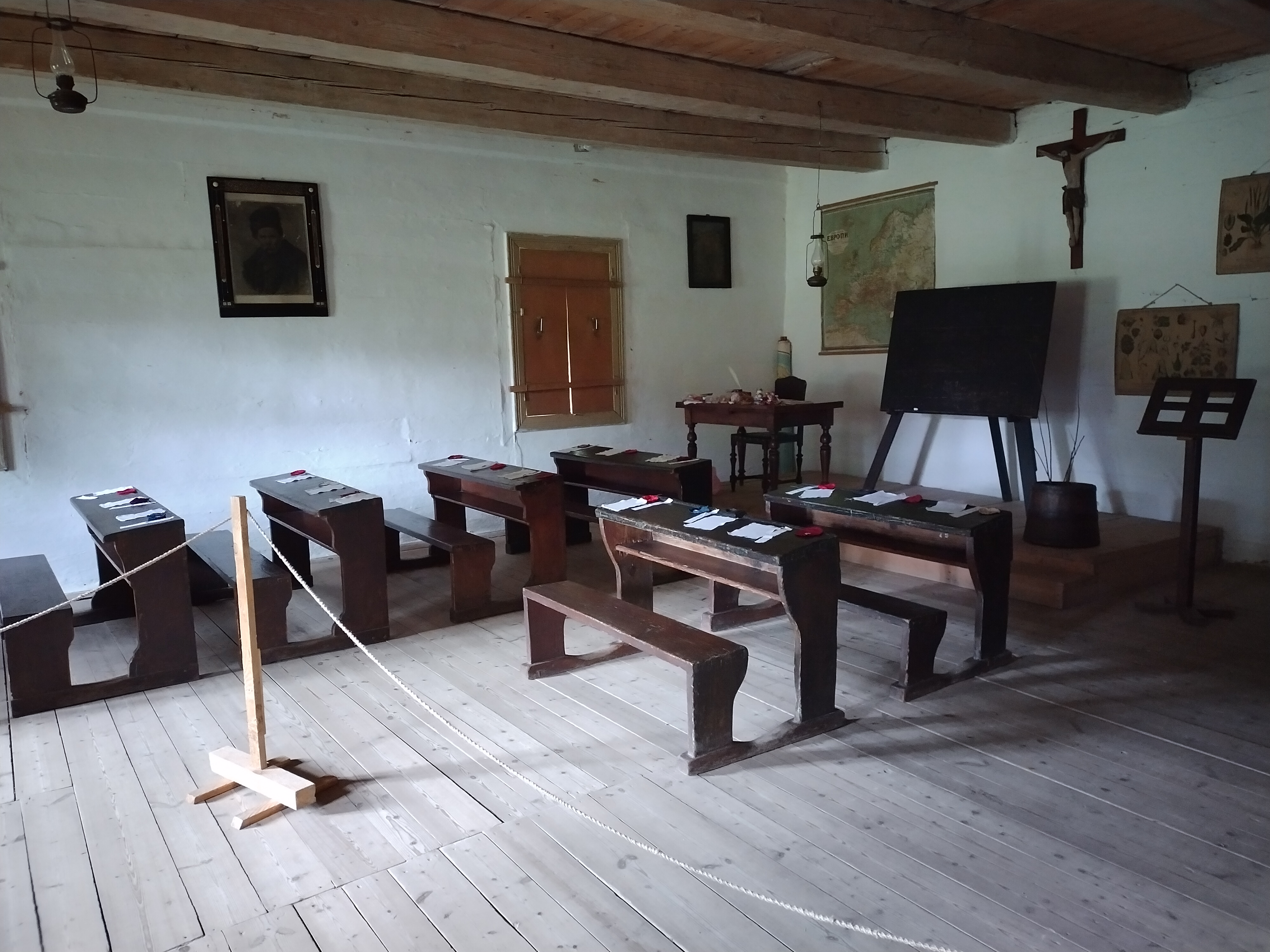
Інтер'єр школи (1880, с. Бусовисько)

### Сектор «Лемківщина»

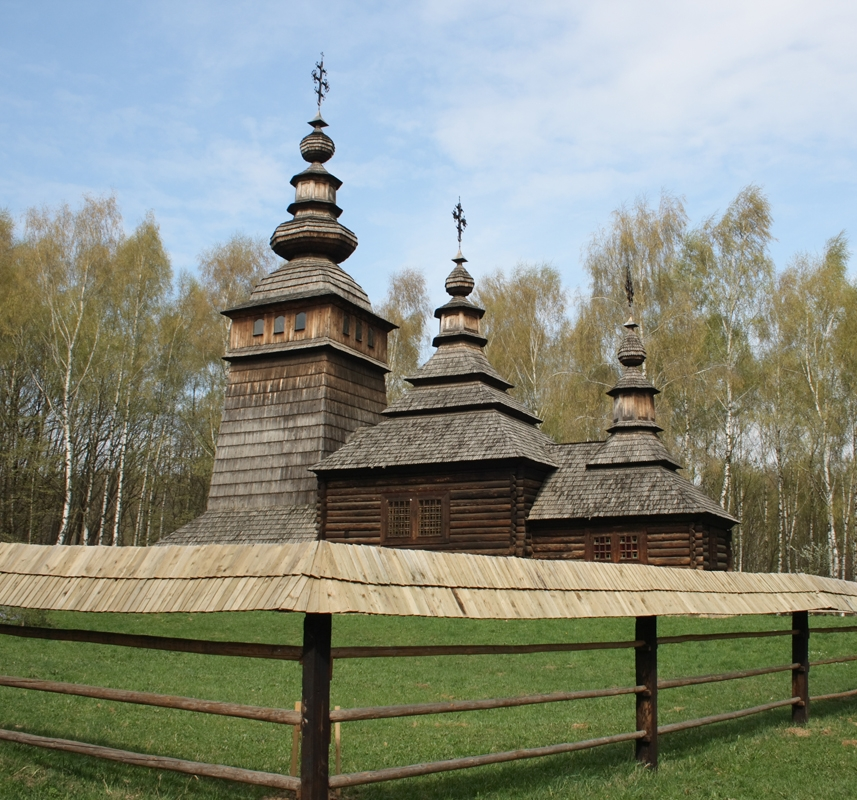
Церква Святих Ольги та Володимира (копія, с. Котань)
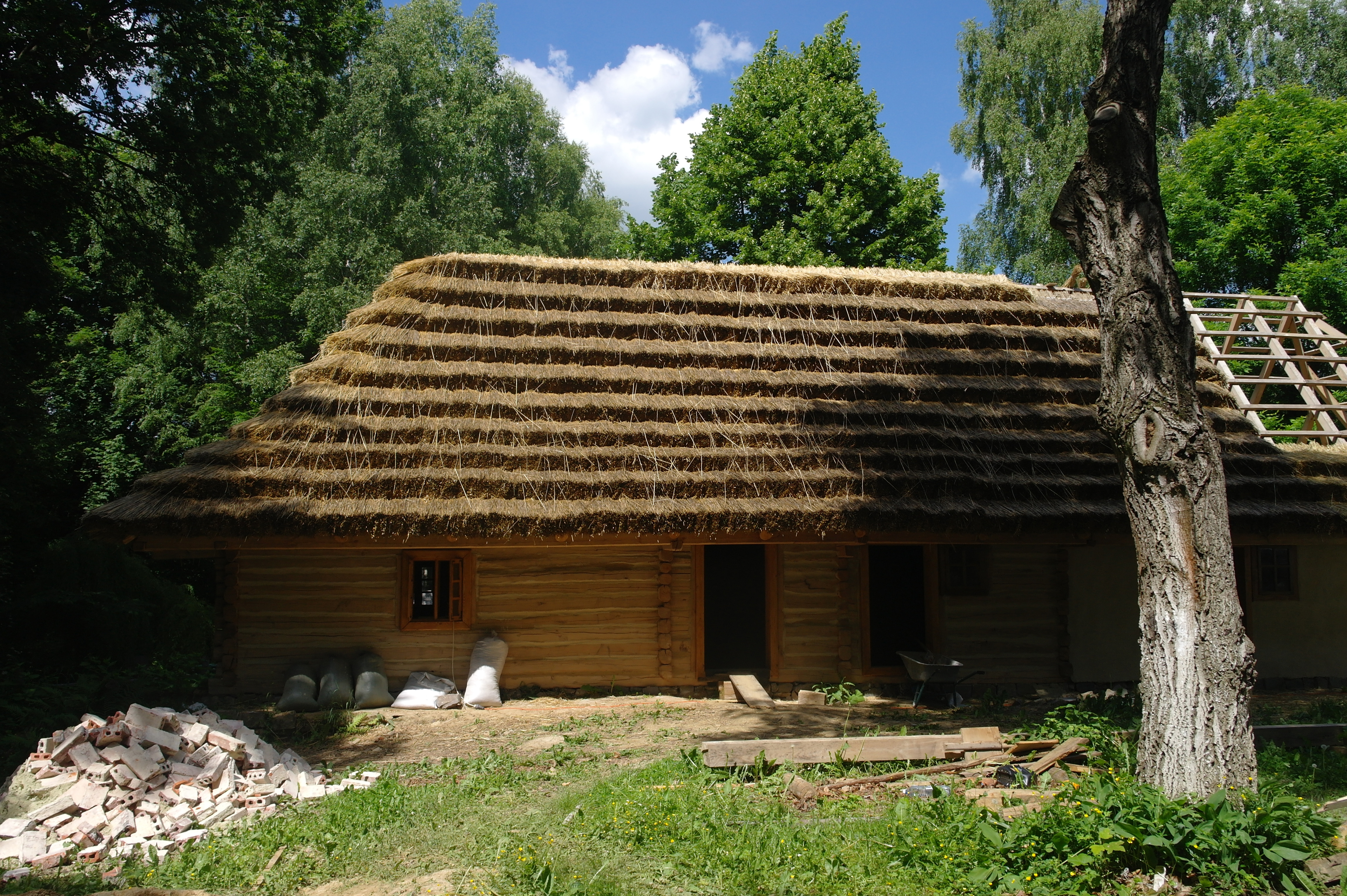
Хата (с. Зарічово)

### Інші експонати та витвори мистецтва

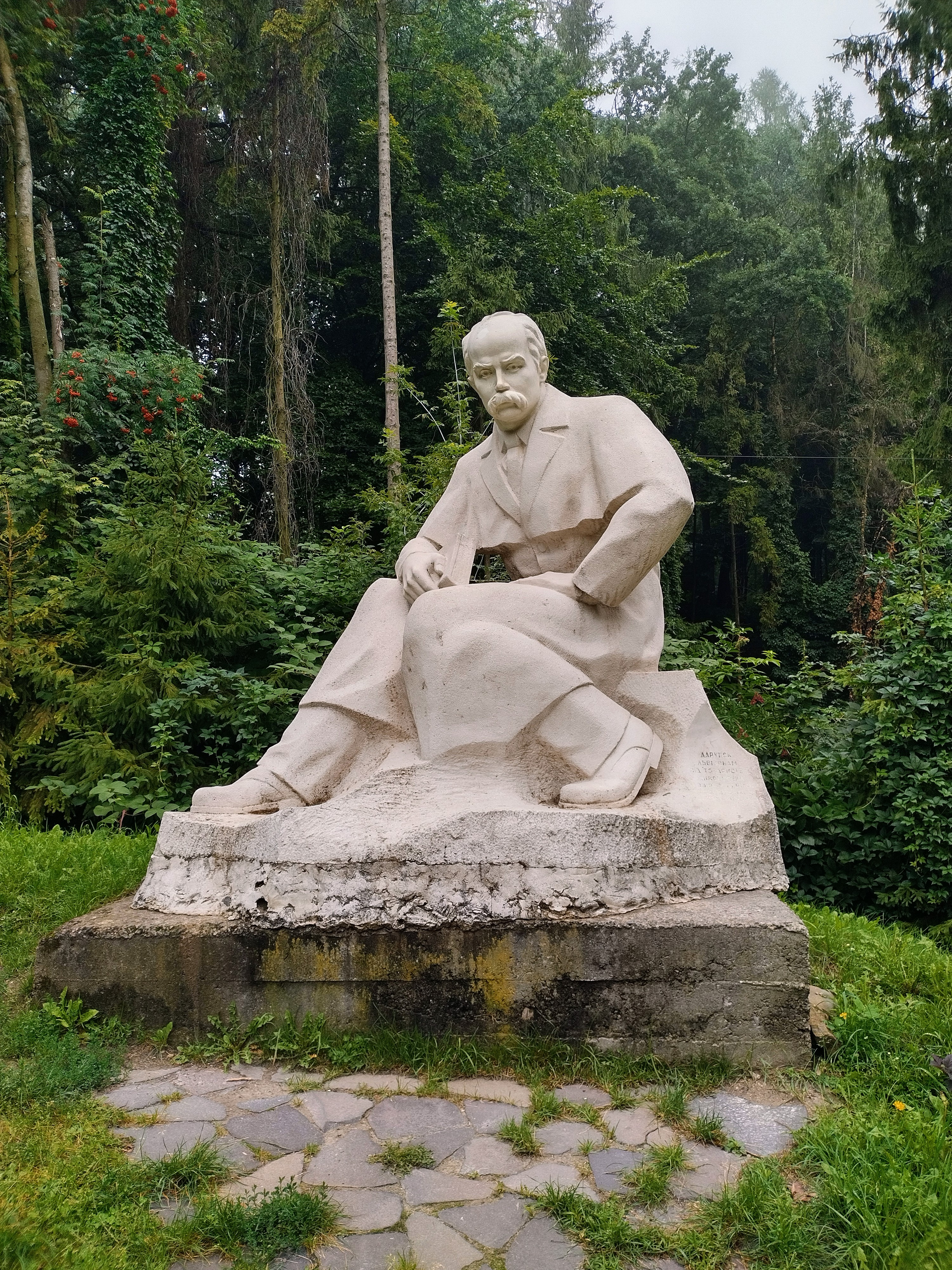
Пам'ятник Тарасу Шевченку біля входу в музей
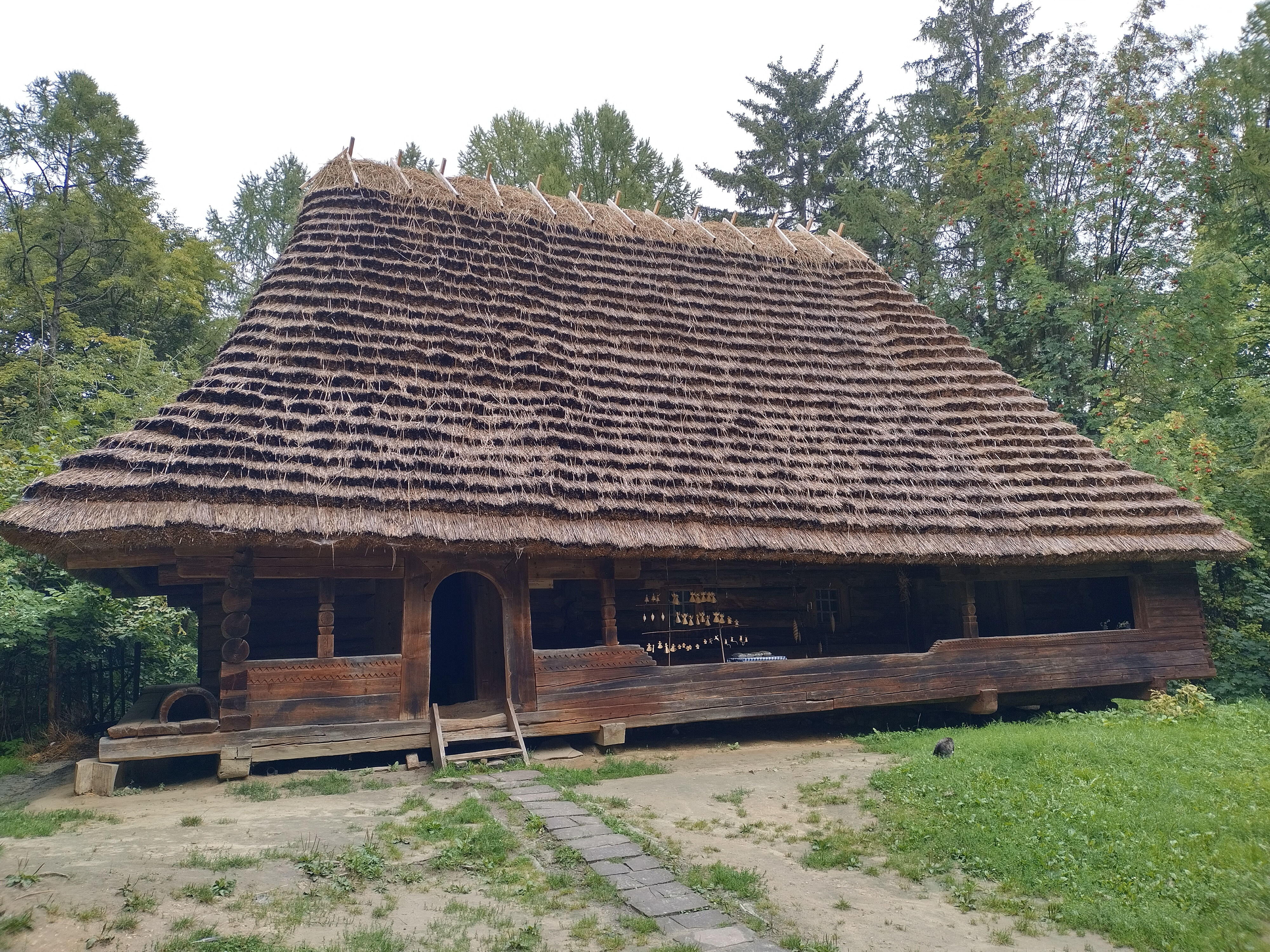
Хата (1860, с. Орявчик)
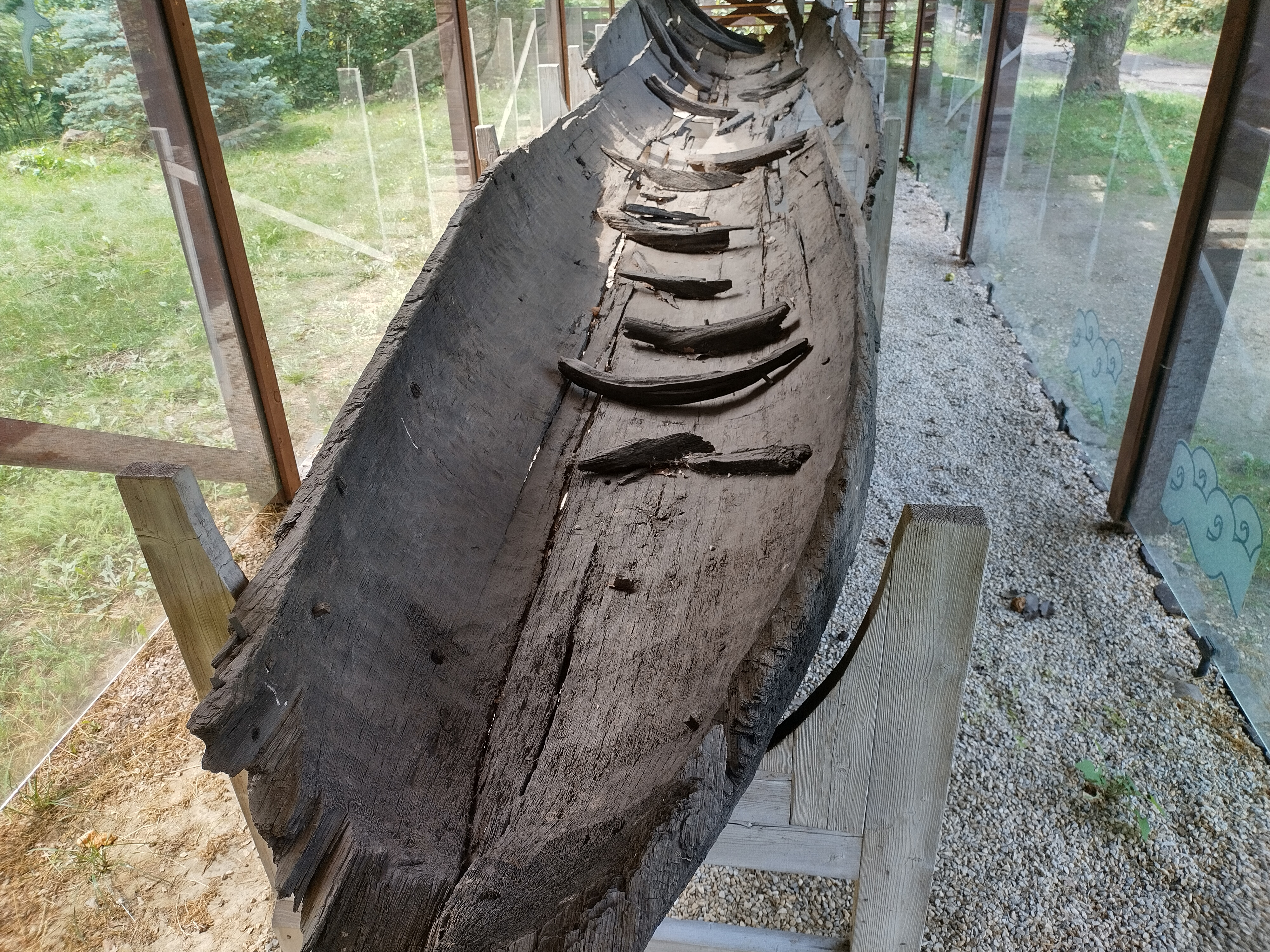
Козацький човен "Дуб" (р. Горинь, с. Оржів)
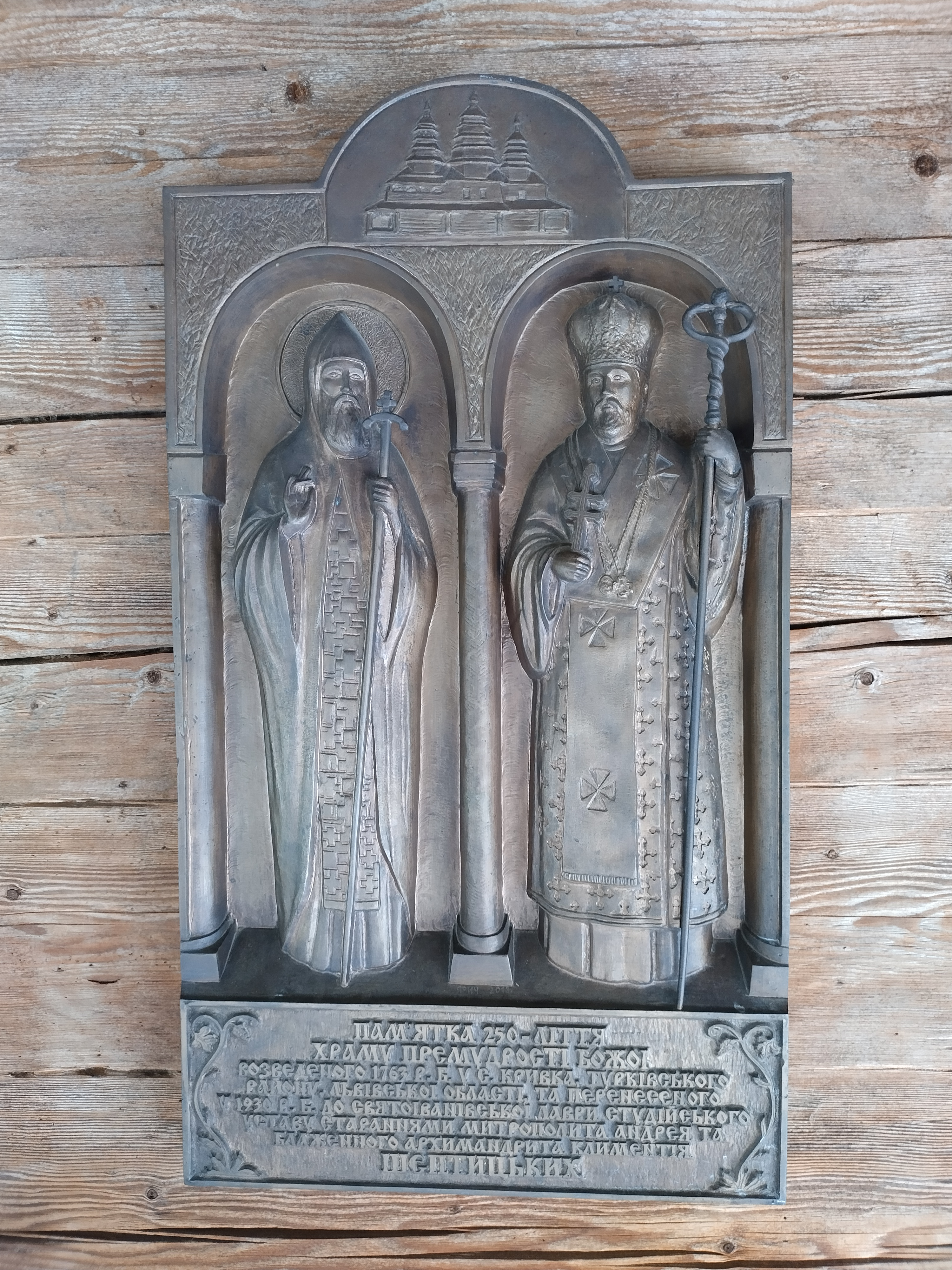
Меморіальна таблиця на честь 250-ліття храму Премудрості Божої
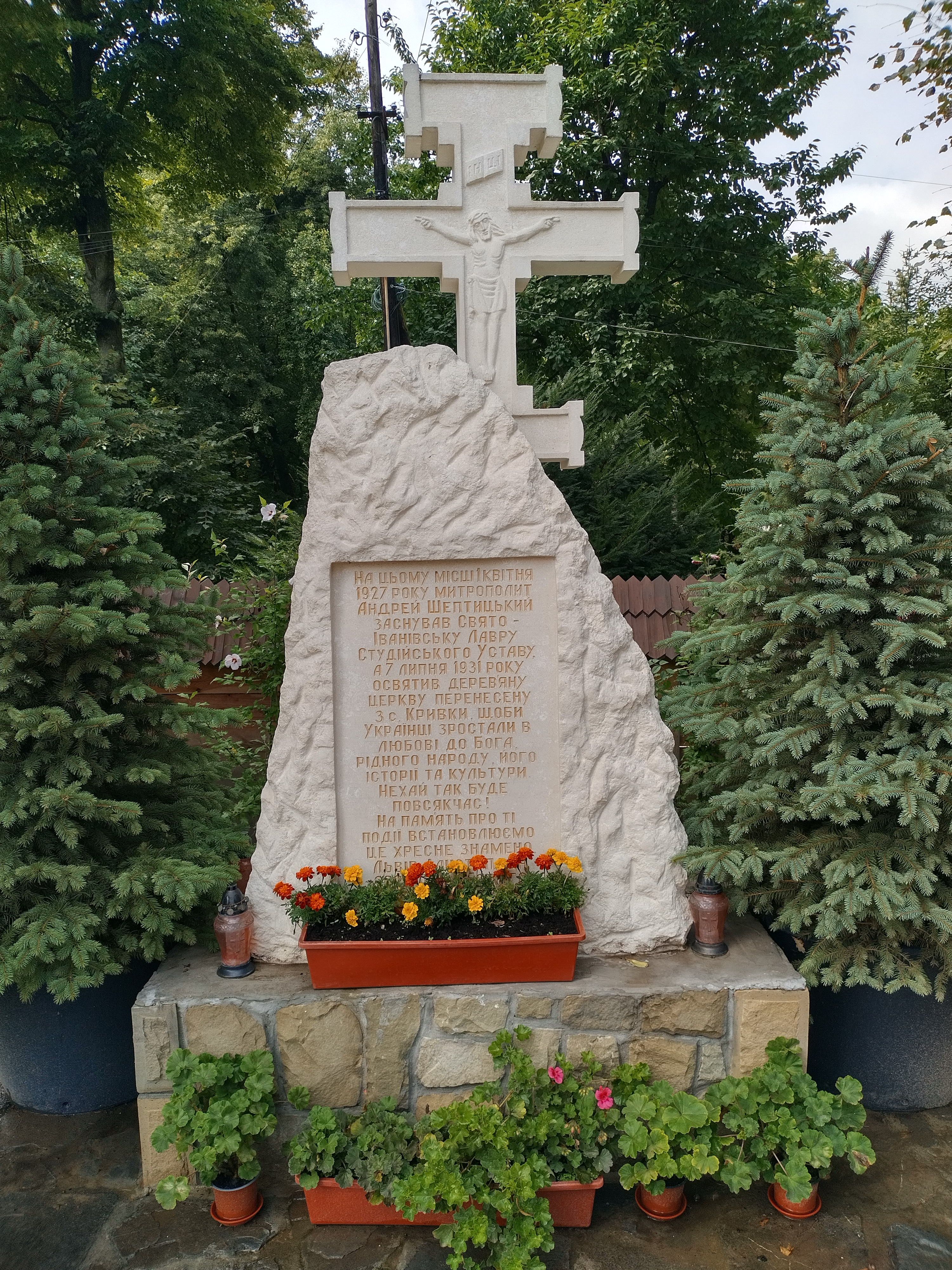
Пам'ятник на честь заснування А. Шептицьким Свято-Іванівської Лаври

## Регулярні заходи
- Спалах різдвяної звізди — 8 січня
- Великодня Гаївка — квітень
- Фестиваль «Співоче Поле» — 4 травня
- Свято Матері — 13 травня
- Фестиваль середньовічної культури «Львів Стародавній» — травень
- Фестиваль «Казка у гаю» — 31 травня — 2 червня
- Святкування «Зелені свята» — червень
- «Свято хліба» — 17 серпня
- Фестиваль «Етновир» — серпень
- «Свято меду» — вересень
- «Ярмарок ремесел» — вересень

## Виставки, що відбулись
- Виставка народного мистецтва Естонії (1977).[14]
- «Народне мистецтво Новгородського краю» (1978).[14]
- Виставка фотографій із фондів Мурманського краєзнавчого музею, присвячена життю і побуту саамів (1979).[14]
- Виставка "50 історій Львівського скансену", присвячена 50-літтю Музею (2021) [15]